# Ilija, Slovacia
Ilija este o comună slovacă, aflată în districtul Banská Štiavnica din regiunea Banská Bystrica. Localitatea se află la altitudinea de 550 m deasupra n.m., se întinde pe o suprafață de 10,63 km2 și în 2017 număra 361 de locuitori.

## Istoric
Localitatea Ilija este atestată documentar din 1266.

## Demografie
| An:                | 1994 | 2004 | 2014   | 2024   |
| ------------------ | ---- | ---- | ------ | ------ |
| Număr de persoane: | 360  | 324  | 342    | 350    |
| Diferență:         |      | −10% | +5,55% | +2,33% |

| An:                | 2023 | 2024   |
| ------------------ | ---- | ------ |
| Număr de persoane: | 358  | 350    |
| Diferență:         |      | −2,23% |